# Långgrund (söder om Porkala udd, Kyrkslätt)
Långgrund är en ö i Finland. Den ligger i Finska viken och i kommunen Kyrkslätt i landskapet Nyland, i den södra delen av landet. Ön ligger omkring 39 kilometer sydväst om Helsingfors.
Öns area är 2,4 hektar och dess största längd är 300 meter i sydväst-nordöstlig riktning.